# 이영혜
이영혜(1953년~)는 대한민국의 디자이너·現 (주)디자인하우스 CEO이다.

## 약력
- 1976 홍익대학교 응용미술과 졸업
- 1977 월간디자인 편집부 기자
- 1980 월간디자인 발행인
- 1993 서강대학교 경영전문대학원
- 1994 디자인하우스 발행인
- 1998-2002 동덕여자대학교 산업디자인학과 겸임교수
- 1998 제33회 잡지의 날 국무총리 표창
- 2002 제4회 산업디자인 진흥대회 동탑산업훈장
- 2008 이탈리아정부 최고문화훈장
- 2012-2013 제5회 광주디자인비엔날레 총감독
- 2015- 백남준문화재단 대표이사장
- 2018 한국여성디자이너협회 평생공로상

## 경력
- 현 ㈜디자인하우스 대표이사, 4개 월간매체 발행인, 단행본 출판 발행인
- 현 서울리빙디자인페어, 서울디자인페스티벌 개발, 개최
- 현 네이버 디자인판 기획, 제안, 운영
- 현 사단법인 한국마케팅클럽(KMC) 고문
- 현 한국CEO포럼 운영위원
- 전 서울시 창의서울포럼 전략사업부문 부대표
- 전 대통령실 교육과학문화수석실(문화체육관광분야) 정책자문위원
- 전 아시아문화중심도시 조성위원회 자문위원
- 전 중앙공무원교육원 객원교수
- 전 대통령 직속 국가브랜드위원회 위원
- 전 2013 평창동계스페셜올림픽 문화행사위원회 위원
- 전 서울디자인재단 비상임이사
- 전 전주시 명예시민
- 전 2013 광주디자인비엔날레 총감독

## 수상
- 2008년 4월 이탈리아 정부 최고 문화훈장 수상 Commendatore dell’Ordine della Stella della Solidarieta’ Italiana  (High Chevalier of the Order of the Star of Solidarity)
- 2008년  1월  2007년 자랑스러운 홍익인상 수상
- 2005년  4월 노동부 주최 남녀고용평등 국무총리상 수상
- 2002년 12월 대통령 동탑산업훈장
- 2001년 12월 산업자원부 주최 제4회 디자인진흥대회 ‘산업자원부 장관상’ 표창
- 2000년  5월  제1회 외국기업의 날 우수 외자유치
- 1998년 11월 5일의 ‘중소기업인상’ 수상(중소기업청, 중소기업협동조합중앙회)
- 1998년 10월  한국전통식품산업화연구회 제1회 ‘전통식품산업화상’ 수상
- 1997년  1월 국무총리 표창 ‘잡지의 날’
- 1996년 11월 한국일보 ‘출판문화상’ 수상
- 1996년 11월 문학인들이 선정한 ‘가장 문학적인 잡지’상 수상
- 1993년  9월 한국 아트디렉터즈클럽(ADCK)선정 ‘우수디자인’ 잡지
- 1991년 11월 ‘상공자원부 장관상’ 수상(제1회 디자인주간)
- 1990년  6월 제25회 ‘잡지언론상 경영상’ 수상(한국잡지협회)
- 1986년 10월 ‘문화부장관’ 표창장(출판문화발전에 대한 공로) / 한국시각디자인협회 KSVD 감사패 / 한국인테리어디자이너협회 KOSID 공로패
- 2020년 제7대 디자이너 명예의 전당 헌액